# Дьячков, Андрей Аркадьевич
Андре́й Арка́дьевич Дьячко́в (род 31 мая 1957, Северодвинск) — бывший (с июня 2012 г. по май 2013 г.) президент ОАО «Объединенная судостроительная корпорация».

## Трудовая биография
- 2005 год — назначен заместителем генерального директора — начальником производства военной техники ОАО «ПО „Севмаш“», предварительно проработав на предприятии с 1974 года, начиная учеником судового слесаря-монтажника.[1]
- 2 декабря 2009 года — общим собранием акционеров ОАО «ЦКБ МТ „Рубин“» избран генеральным директором предприятия.[1]
- 4 июля 2011 года — общим собранием акционеров ОАО «ПО „Севмаш“» избран генеральным директором предприятия (с совмещением поста генерального директора «Рубина»).[2]
- 29 июня 2012 года — директивой заместителя председателя правительства РФ Дмитрия Рогозина назначен президентом ОАО «Объединенная судостроительная корпорация» (исполнение обязанностей генеральных директоров «Рубина» и «Севмаша» было передано Игорю Вильниту и Михаилу Будниченко соответственно).[3][4]
- май 2013 года — написал заявление об увольнении по состоянию здоровья[5]. Временно исполняющим обязанности президента ОСК был назначен заместитель Дьячкова Валерий Биндас.
- 06 июня 2017 года - решением Совета директоров АО "Объединённая судостроительная корпорация" назначен Генеральным директором АО "Северное ПКБ".

## Награды
- 7 июня 1996 года — юбилейная медаль «300 лет Российскому флоту»[6];
- 25 сентября 1999 года — орден Мужества[7];
- 26 июля 2006 года — орден «За морские заслуги»[8];
- 7 мая 2009 года — лауреат Государственной премии Российской Федерации имени Маршала Советского Союза Г. К. Жукова[9].